# Wszechświatowa granica prawdopodobieństwa
Wszechświatowa granica prawdopodobieństwa (ang. Universal probability bound) – alternatywne nazwy to: uniwersalna granica prawdopodobieństwa, absolutna granica prawdopodobieństwa – jest to próg probabilistyczny, który stworzył matematyk William A. Dembski, wykorzystując go w swoich pracach odnoszących się do inteligentnego projektu. Granica ta została przez niego zdefiniowana jako:
Wielkość prawdopodobieństwa, poniżej którego określone zdarzenie nie może być racjonalnie przypisane przypadkowi, niezależnie od wszystkich zasobów probabilistycznych znanego nam wszechświata.
Dembski twierdzi, że można skutecznie oszacować wartość, która jest granicą prawdopodobieństwa absolutnie małego. Istnienie takiej granicy oznaczałoby, że pewne rodzaje zdarzeń losowych, których prawdopodobieństwo leży poniżej tej wartości, nie mogą występować w obserwowalnym wszechświecie, biorąc pod uwagę zasoby dostępne w czasie istnienia znanego nam wszechświata. Dlatego Dembski wykorzystuje ten próg do wykazania, że pewne określone zdarzenia nie mogły zaistnieć w sposób losowy. Ta wszechświatowa (absolutna) granica prawdopodobieństwa, wykorzystywana jest przez niego jako argument przeciwko możliwości zachodzenia ewolucji spontanicznej (jako zdarzenia losowe). 
Idea, że zdarzenia o niezmiernie małych, ale nie zerowych prawdopodobieństwach, są faktycznie pomijalnie mało prawdopodobne, została opisana przez francuskiego matematyka Émile Borela, przede wszystkim w kontekście kosmologii i mechaniki statystycznej. Obecnie jednak nie ma zgody środowiska naukowego, co do tego, że pewne niezerowe wartości są uniwersalnymi (absolutnymi) punktami granicznymi dającymi możliwość wykluczenia możliwości zajścia jakichś zdarzeń. W szczególności Borel zwrócił uwagę, że pominięcie określonych zdarzeń było związane z modelem prawdopodobieństwa dla konkretnego układu fizycznego.
Na poparcie swojej tezy Dembski przytacza przykład z praktyki kryptograficznej zauważając, że kryptografowie czasami określają bezpieczeństwo algorytmów szyfrowania przed atakami brutalnej siły poprzez prawdopodobieństwo sukcesu przeciwnika wykorzystującego zasoby obliczeniowe ograniczone zasobami fizycznymi. Przykładem takiego ograniczenia jest założenie, że każdy atom w obserwowalnym wszechświecie jest komputerem określonego typu i komputery te testują każdy możliwy klucz szyfrujący. Chociaż przestrzeń kluczowa (możliwych kombinacji kluczy) jest bardzo duża, to jednak uniwersalne miary bezpieczeństwa są stosowane znacznie rzadziej niż asymptotyczne z uwagi na to, że zastosowany algorytm kryptograficzny ma luki, które czynią go podatnym na inne rodzaje ataków. Asymptotyczne podejścia i ukierunkowane ataki byłyby z definicji niedostępne w scenariuszach opartych na szansach, takich jak te odnoszące się do uniwersalnej granicy prawdopodobieństwa Dembskiego. Dlatego odwołanie się Dembskiego do kryptografii najlepiej jest rozumieć jako odnoszące się do ataków siłowych, a nie ataków ukierunkowanych.

## Estymacja Dembskiego
Oryginalna wartość wszechświatowej granicy prawdopodobieństwa zaproponowana przez Dembskiego wynosi 1 na 10150 (czyli 10-150), wyliczona jako odwrotność iloczynu trzech następujących szacowanych wielkości::
- 1080, liczba cząstek elementarnych w obserwowalnym wszechświecie,
- 1045, maksymalna liczba zmian stanów fizycznych w ciągu sekundy (czyli odwrotność czasu Plancka),
- 1025, liczba sekund miliard razy większa niż szacowany wiek wszechświata wyrażany w sekundach.

Zatem mnożąc przez siebie te wielkości otrzymujemy 10150 = 1080 × 1045 × 1025. Wartość ta odpowiada górnej granicy liczby zdarzeń fizycznych, które mogły wystąpić w obserwowalnej części wszechświata licząc czas od Wielkiego Wybuchu.
Niedawno (od 2005 r.) Dembski uściślił swoją definicję jako odwrotność złożenia dwóch różnych wielości:
- górnej granicy zasobów obliczeniowych wszechświata w całej jego historii. Którą to Seth Lloyd(inne języki) szacuje jako 10120 elementarnych operacji logicznych na rejestrze 1090 bitowym[9][10],
- (zmiennego) stopienia złożoności rozważanego zdarzenia[11].

Jeżeli ta ostatnia wielkość wynosi 10150, wówczas łączna wszechświatowa granica prawdopodobieństwa odpowiada wartości pierwotnej.

## Krytyka
Oszacowanie Dembskiego zależy od liczby protonów w obserwowalnym wszechświecie. Biorąc pod uwagę, że obserwowalny wszechświat jest tylko pewną częścią wielkości całego wszechświata, jest całkiem możliwe, że całkowita liczba protonów w całym wszechświecie jest większa niż używana przez Dembskiego. Z tego powodu granica prawdopodobieństwa Dembskiego możne nie być ograniczeniem tego, co może się zdarzyć w całym wszechświecie, a jedynie częścią tego co można zaobserwować z Ziemi.